# 汗疱状湿疹
汗疱状湿疹（かんぽうじょうしっしん）とは、手掌・足底に痒みを伴う小水疱が出現する湿疹性の皮膚疾患。異汗性湿疹（いかんせいしっしん）指湿疹（ゆびしっしん）とも言われる。また、汗疱（かんぽう）と略すことがある。

## 症状
手掌・足底に小水疱が左右対称に出現する。それを放置すると、乾燥してがさがさになる。手だけでなく足に現れる事もあるため、水虫と一緒にされがちだが、菌は存在しないため感染は心配しなくてよい。また、水疱が出現する初期に非常に強い掻痒や不快感をともなう。小水疱は融合して大きな水疱になることもある。春・夏に悪化し秋になると軽快することが多い。

## 病態
多汗症の人に多いというが、汗が外に出ず皮膚内のpHが低くなり炎症・湿疹を誘発するものと考えられる。汗疹（あせも）の特徴と湿疹の特徴が混ざりあった病態ともいえる。汗腺自体に異常はなく、その汗腺自体の炎症とは異なる。

## 原因
金属アレルギー、慢性の副鼻腔炎・扁桃炎による病巣感染、喫煙が原因になる。ストレスや自律神経失調症も悪化要因になる。

## 検査
金属アレルギーがあれば、貼付試験（パッチテスト）を施行する。

## 予防
高温多湿をできるだけ避けるようにする。

## 治療
2020年現在までに有効な治療法は見つかっておらず、現在の日本の最新医療技術をもってしても、完全に治すことは不可能だと言われている。炎症自体が抑えられても、アレルギー反応等で次々に新たな汗疱を発症するためである。ただし、抑制させる方法として、抗炎症作用のステロイド外用剤・尿素軟膏などの角質溶解剤・制汗作用のある20％塩化アルミニウム水を使用することがある。痒みが強い場合、抗アレルギー薬を使用することもある。病巣感染の対応としては抗生剤投与・扁桃切除、歯科金属アレルギーの対応としては歯科金属の入れ替えなども行われる。